# Poliandrija
Poliandrija (mnogomuštvo, od grčkog πολυ- (latinično: poli) 'puno' i -ανδρία (latinično: -andria) 'muštvo, povezano s muškarcima') označava vrstu zajednice života jedne žene s više muškaraca.
Većina religija – u povijesnim društvima brak je religijsko pitanje – zabranjuje poliandriju. Čak i ondje gdje nije bila zabranjivana prakticirana je vrlo rijetko. Danas se slučajeva poliandrije, makar rijetkih, može pronaći u Tibetu, Butanu, Nepalu i dijelovima Indije.
U povijesti se poliandriju moglo naći primjerice u kineskim provincijama Sečuan i Yunnan, dijelovima Tanzanije, Kenije i Nigerije te na nekim pacifičkim otocima.